# Forbidden Fruit
Forbidden Fruit és una pel·lícula muda de dirigida per Cecil B. DeMille i protagonitzada per Agnes Ayres, Forrest Stanley i Kathlyn Williams. La pel·lícula, basada en un guió de Jeanie Macpherson que el director ja havia portat a la pantalla el 1915 (“The Golden Chance”), es va estrenar el 23 de gener de 1921.

## Argument
Mrs. Mallory persuadeix a Mary Maddock, la seva modista infeliçment casada amb Steve Maddock que es faci passar per convidada en un sopar que dona a casa seva per substituir un convidat que a darrera hora no vindrà. Amb el vestit que li deixa la senyora Mallory Mary està radiant i enamora Nelson Rogers, un altre convidat, que li demana que es casi amb ell. Mary s'adona de la seva falta i decideix mantenir-se fidel al marit que la maltracta i que no treballa. En tornar a casa és insultada pel marit per lo que decideix quedar-se a casa dels Mallory. Durant la nit, es desperta per trobar el seu marit robant les joies de la senyora Mallory. Steve s'escapa però Mary explica als Mallory que el lladre era el seu marit però ella rebutja el suggeriment dels Mallorys de que es divorciï. L'endema, Steve, assabentat que Nelson ha demanat a Mary de casar-s'hi, decideix fer-li xantatge i li demana 10.000 dòlars, que planeja dividir amb un còmplice. Es produeix una baralla pels diners i el còmplice mata Steve, deixant a Mary lliure per casar-se amb Nelson.

## Repartiment
- Agnes Ayres (Mary Maddock)
- Clarence Burton (Steve Maddock)
- Theodore Roberts (James Harrington Mallory)
- Kathlyn Williams (Mrs. Mallory)
- Theodore Kosloff (Pietro Giuseppe)
- Forrest Stanley (Nelson Rogers)
- Shannon Day (Nadia Craig)
- Bertram Johns (John Craig)
- Julia Faye (minyona)
- Lillian Leighton (segona cambrera)
- William Boyd (no surt als crèdits)
- Conrad Nagel (no surt als crèdits)
- Ethel Wales (no surt als crèdits)